# Caprarola
Caprarola ist eine italienische Gemeinde mit 5162 Einwohnern (Stand 31. Dezember 2023) in der Provinz Viterbo in der Region Latium.

## Geographie

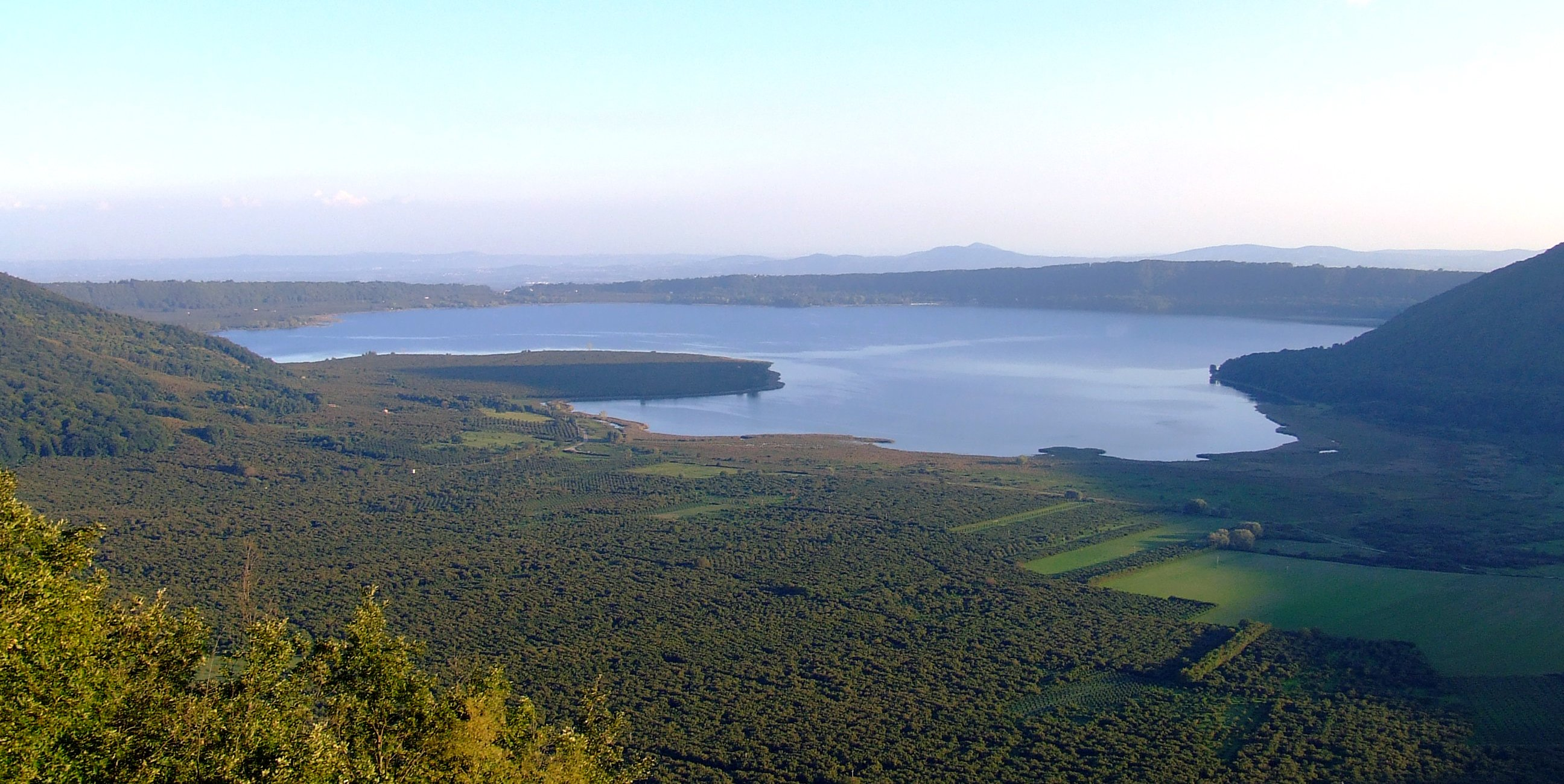
Vicosee

Caprarola liegt 57 km nordwestlich von Rom und 21 km südöstlich von Viterbo. Der Ort liegt am Südostabhang der Monti Cimini östlich des Vicosees, dessen Nordhälfte zum Gemeindegebiet gehört. Auch der größte Teil des 1982 eingerichteten Riserva Naturale del Lago di Vico gehört zum Gemeindegebiet.
Die Monti Cimini sind ein vor 4,5 Millionen Jahren vulkanisch entstandenes Mittelgebirge. Der Vicosee liegt in einer erloschenen Caldera. Nach den letzten Eruptionen vor ca. 100.000 Jahren füllte sich der Krater nach und nach sowohl mit Grund- als auch mit Regenwasser. Die Monti Cimini und damit auch Caprarola gehören zu den Gebieten mit dem meisten Niederschlag im Latium (bis 850 mm im Jahr).
Caprarola ist Mitglied der Comunità Montana dei Cimini.
Es trägt die Bandiera Arancione, ein Qualitätssiegel im Bereich Tourismus und Umwelt des Touring Club Italiano (TCI).
Die Nachbargemeinden sind Canepina, Carbognano, Nepi, Ronciglione, Vallerano, Vetralla und Viterbo.

### Verkehr
Caprarola wird von der Provinzstraße SP 1 Via Cimina, einem Teil der Via Francigena von Viterbo nach Monterosi (Via Cassia) erschlossen. Es hatte einen Bahnhof an der Bahnstrecke Civitavecchia-Orte, die 1994 stillgelegt wurde, allerdings nach einem Beschluss der Region Latium vom 6. Februar 2009 wiederhergestellt werden soll.

## Geschichte
Caprarola wurde im 10. Jahrhundert erstmals erwähnt. Im Mittelalter war es zwischen den Grafen Di Vico und d’Anguillara strittig. Mit der Gründung des Herzogtums Castro wurde von der Familie Farnese mit der Befestigung des Grenzortes begonnen. Kardinal Alessandro Farnese ließ ab 1559 auf den Fundamenten der Festung den Palazzo Farnese errichten. Dabei wurde auch der Ort komplett umgebaut und axial auf den Palast ausgerichtet.
Der Name Caprarola leitet sich von der italienischen Bezeichnung für Ziegenstall her.

## Bevölkerungsentwicklung
| Jahr      | 1881 | 1901 | 1921 | 1936 | 1951 | 1971 | 1991 | 2001 | 2011 |
| Einwohner | 5151 | 5591 | 5501 | 5798 | 5654 | 4657 | 4913 | 5197 | 5342 |

Quelle ISTAT

## Politik
Seit dem 6. Juni 2016 ist Eugenio Stelliferi (Lista Civica: Nuovi Orizzonti Insieme) Bürgermeister.

## Sehenswürdigkeiten

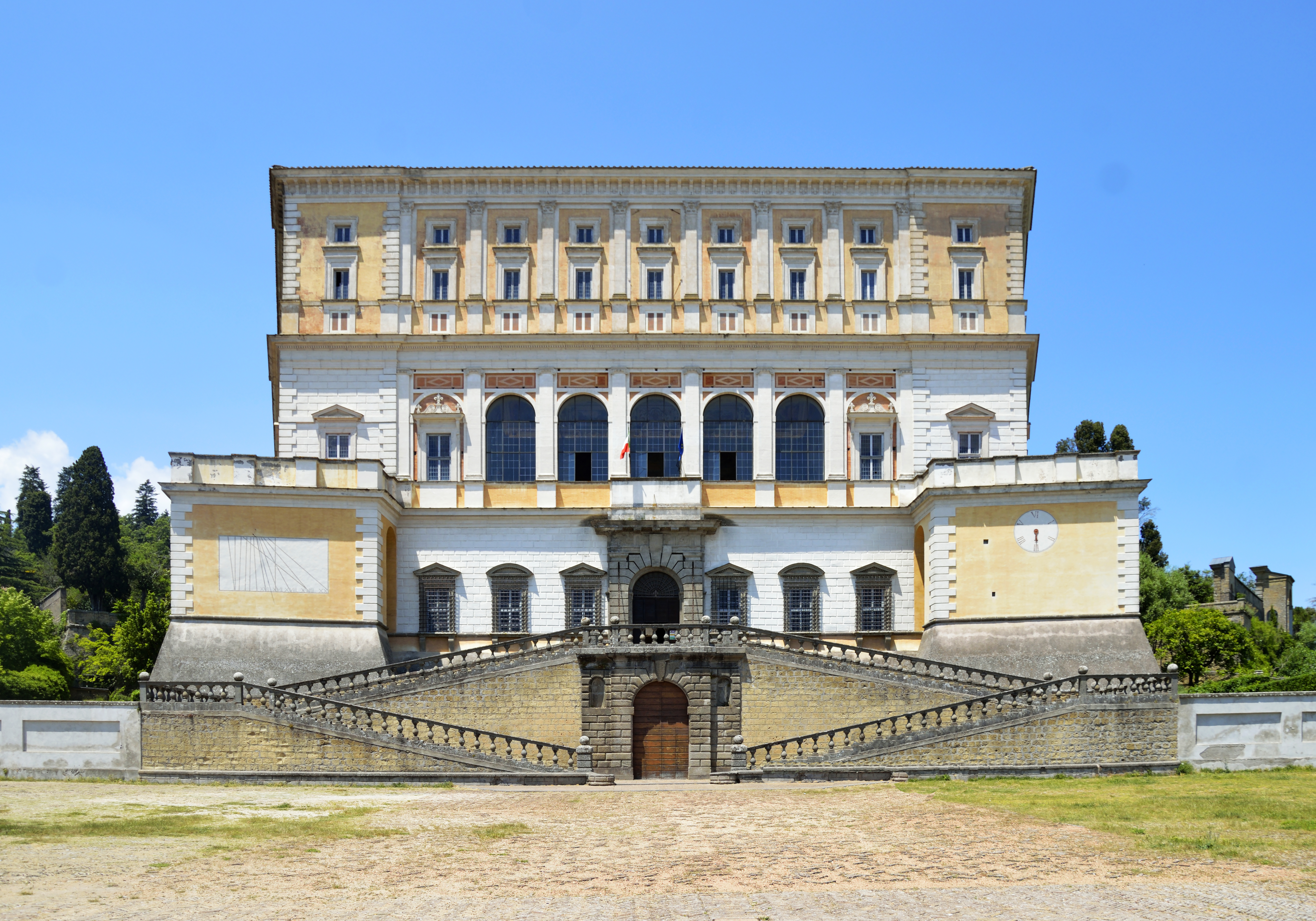
Der Palazzo Farnese von Caprarola

- Auf der Kuppe des Hügels, auf dem sich der Ort entlangzieht, erhebt sich der Palazzo Farnese, der von Giacomo Barozzi da Vignola zwischen 1559 und 1573 für den Kardinal Alessandro Farnese den Jüngeren erbaut wurde.
- Die Basilica della Madonna della Consolazione wurde 1526 erbaut und von Vignola vergrößert.
- Die ehemalige Karmeliterkirche Santa Teresa wurde 1619 bis 1923 im Auftrag von Kardinal Odoardo Farnese durch Girolamo Rainaldi errichtet.

## Kulinarische Spezialitäten
In Caprarola werden Haselnüsse der Sorte Tonda Gentile Romana DOP. angebaut. Im Juni 2008 fand in Caprarola der 7. Internationale Haselnuss-Kongress mit Teilnehmern aus 25 Ländern statt.

## Söhne und Töchter der Stadt
- Ercole Bernabei (um 1622–1687), italienischer Organist, Kapellmeister und Komponist
- Pietro Lasagni (1814–1885), italienischer Kardinal